# Ruta 761 (Costa Rica)
La Ruta 761, oficialmente Ruta Nacional Terciaria 761, es una ruta nacional de Costa Rica ubicada en la provincia de Alajuela.

## Descripción
En la provincia de Alajuela, la ruta atraviesa el cantón de San Carlos (el distrito de Pocosol), el cantón de Los Chiles (el distrito de San Jorge).